# Єйська коса (острів)
Є́йська коса́ (неофіц.: Зелений острів, острів Семи вітрів) — острів в Азовському морі, що відокремлює Єйський лиман від Таганрозької затоки. Лежить за три кілометри від закінчення Єйської коси. Утворився внаслідок відділення частини коси під час сильного шторму 1914 року.
По формі нагадує атол, тобто острів у вигляді кільця — іноді розірваного — з захищеної лагуною всередині (зазвичай притаманні Індійському і Тихому океанам). У бухті острова Єйська коса виділяються два невеликих безіменних острівця.
Острів популярний серед аматорів яхтингу і спорту. Під час курортного сезону між островом і містом Єйськом курсують екскурсійні катери.